# BDMusic
BDMusic (anciennement Nocturne) est une maison d'édition de bande dessinée dirigée par Bruno Théol et spécialisée dans le lien entre musique et BD. Elle a été fondée en 2003 à Garches.

## Concept
Les ouvrages de l'éditeur sont quasiment tous fait selon le même format : un ouvrage rectangulaire contenant une biographie en bande dessinée d'un chanteur ou musicien, suivie d'un texte détaillé en français et en anglais et accompagnée de deux CD reprenant divers morceaux de l'artiste.
Sauf quelques rares exceptions, tous les artistes sont libres de droit, ce qui explique que la majeure partie du catalogue soit consacrée au jazz et au blues, et que les chansons d'auteurs plus contemporains (comme Brassens, Gainsbourg ou Aznavour) soient toutes tirées du répertoire des années 1960.

## Collections
La maison d'édition se structure en plusieurs collections correspondant à des styles musicaux.
- BD Blues
- BD Bossa (n'existe plus)
- BD Chanson
- BD Ciné
- BD Classic
- BD Jazz
- BD Groove (n'existe plus)
- BD Reggae
- BD Rock
- BD Voice
- BD World
- Christmas BD

## Auteurs
La politique de l'auteur est d'accueillir autant des jeunes auteurs que des grands auteurs installés. José Correa, Cabu, Joe G. Pinelli ou Louis Joos sont des auteurs réguliers mais l'éditeur a également publié des dessinateurs comme Robert Crumb, Jean-Michel Nicollet, Jean-Claude Denis, Pascal Rabaté, Jean-Christophe Chauzy, Emmanuel Reuzé, René Hausman, Olivier Wozniak, Catel, Annie Goetzinger, Jean-François Caritte, Hippolyte, Jacques de Loustal, Alain Goutal, Woźniak, Jacques Ferrandez, Jean-Claude Götting, Charles Berbérian, Maël Rannou, etc. ainsi que des écrivains et scénariste comme Didier Daeninckx, José-Louis Bocquet, Marc Villard, Rodolphe, Philippe Charlot ou Pascal Rannou. À tous ces noms connus s'ajoutent nombre d'auteurs qui réalisaient là leur premier album.